# Коле Лизи (Фрозиноне)
Коле Лизи је насеље у Италији у округу Фрозиноне, региону Лацио.
Према процени из 2011. у насељу је живело 68 становника. Насеље се налази на надморској висини од 191 м.